# 2006年6月逝世人物列表
2006年逝世人物列表：1月 - 2月 - 3月 - 4月 - 5月 - 6月 - 7月 - 8月 - 9月 - 10月 - 11月 - 12月
下面是2006年6月逝世的知名人士列表：
6月30日
- 田秀娟，88歲，中華全國婦聯書記處原書記。新華網

6月29日
- 何芳川，67岁，北京大学历史系教授，北京大学原副校长。
- 郭文治，黑龍江齊齊哈爾教區地下主教，88歲。 明報即時新聞

6月26日
- 高幸枝，63岁，台灣演員。
- 金玉玕，69歲，中國科學院院士、著名的地層古生物學家。新華網

6月25日
- 赵书勤，69岁，川剧演员。扬子晚报[]

6月23日
- 艾伦·斯班林（Aaron Spelling），83岁，美国电视制作人，艾美奖得主。

6月18日
- 文森特·谢尔曼，99岁，美国导演。[]

6月17日
- 阿卜杜勒-哈利姆·萨杜拉耶夫，40岁，车臣非法武装重要头目。
- 堀部秀郎，36岁，日本著名插画师。

6月14日
- 郭昶，50歲，廣東電視台藝員，飾《外來媳婦本地郎》康祈宗而成名。網易娛樂

6月12日
- 肯尼思·汤姆森（Kenneth Thomson），82岁，加拿大出版业巨头。央视国际（页面存档备份，存于）

6月11日
- 杨嘉墀，87岁，中国科学院院士，自动控制专家。北方网（页面存档备份，存于）

6月7日
- 阿布·穆薩布·扎卡維，40歲，伊拉克基地組織首領。
- 琦君，89歲，台灣知名作家。蕃薯藤新聞（页面存档备份，存于）

6月6日
- 阿诺德·纽曼，88岁，美国摄影师，“环境肖像”的创始人。搜狐（页面存档备份，存于）
- 比利·普雷斯顿（Billy Preston），59岁，美国键盘手、歌手。（页面存档备份，存于）

6月3日
- 倪文亞，105歲（閏壽），曾任中華民國立法院院長。東森新聞報